# Трон Артура
Трон Артура (англ. Arthur's Seat) — холм высотой 251 метр, расположенный в Эдинбурге, в Королевском парке Холируд, одна из достопримечательностей Эдинбурга.

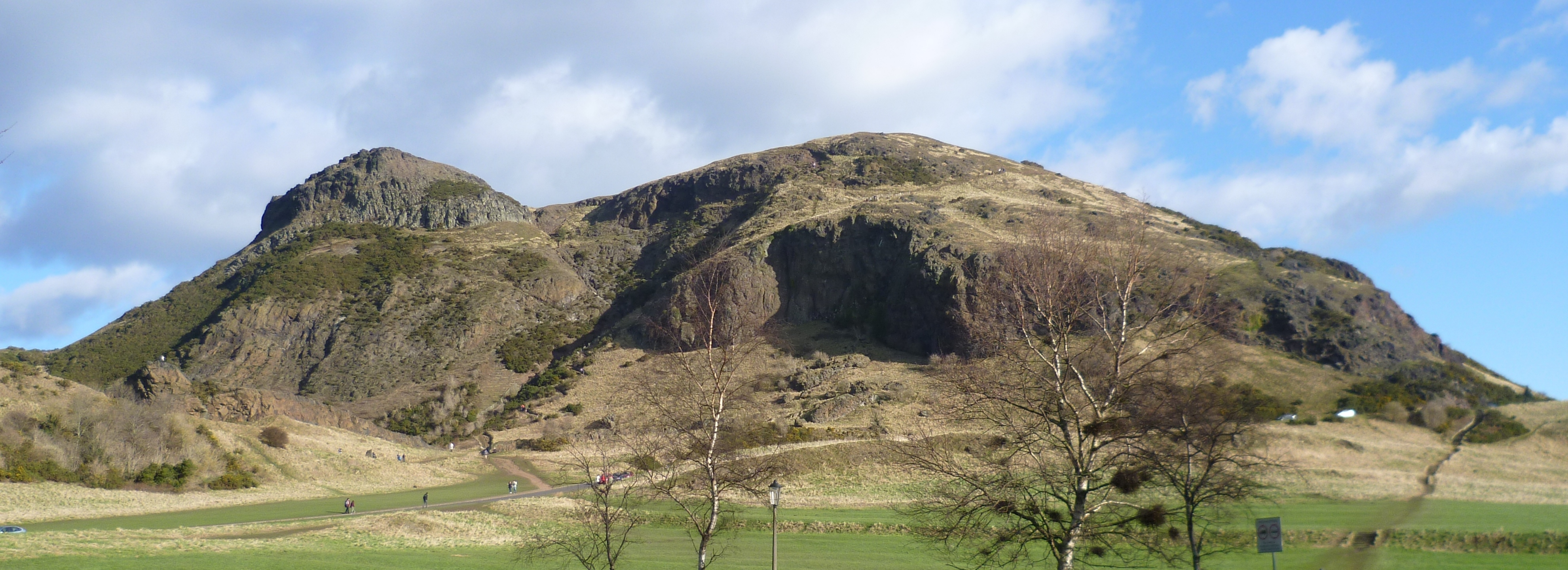
Трон Артура

350 миллионов лет назад это была вершина действующего вулкана. 
Сейчас на горе расположена смотровая площадка, с которой открывается великолепный вид на город.
Название горы связывают с именем легендарного короля Артура. По одному из предположений, именно здесь находился замок Камелот, в котором Артур собирал рыцарей круглого стола. 
По другим версиям, название горы происходит от гэльского названия Àrd-na-Said (вершина стрел) или  Àrd-thir Suidhe (возвышенное место).
На горе были найдены следы древнего городища около 600 года н. э. На утесах Dunsapie Hill и Samson's Ribs сохранились следы защитных укреплений, которые связывают с вотадинами. Вотадины описываются в валлийской поэме Y Gododdin, в которой упоминается король Артур.
После восстания 1820 года, известного как война радикалов, по предложению Вальтера Скотта труд безработных ткачей был использован для сооружения дороги на гору. Эта дорога получила название Radical Road.
В 1836 году пятеро мальчиков, охотившихся за кроликами, нашли в пещере на скалах трона Артура набор из 17 миниатюрных гробов с маленькими деревянными фигурками. Их назначение оставалось тайной с тех пор, как было сделано открытие. В наше время бытует твердое убеждение, что они были созданы для колдовства, хотя совсем недавно высказывалось предположение, что они могут быть связаны с убийствами, совершенными Бёрком и Хэйром в 1828 году. Известно было 16 жертв серийных убийц плюс первый человек, проданный «докторам», а именно человек, умерший от естественных причин. Однако жертвами убийства были в основном женщины, а восемь уцелевших фигур-мужчины. С другой стороны, гробы, возможно, представляли собой 16 тел, проданных врачам, плюс тело последней жертвы, которая оставалась непогребенной во время ареста дуэта, но была захоронена как нищий. Уцелевшие гробы теперь выставлены в Королевском музее Эдинбурга.